# Robert Morrison
Robert Morrison (Morpeth, 5 gennaio 1782 – Canton, 1º agosto 1834) è stato un missionario, sinologo e lessicografo britannico.
Membro della Royal Society, fu un missionario protestante angloscozzese, nella portoghese Macao, nella provincia cinese del Guangdong dell'era Qing e nella Malacca olandese. Fu anche un sinologo pionieristico, un lessicografo e un traduttore, considerato il padre della letteratura anglo-cinese. 
Morrison, predicatore presbiteriano, era noto soprattutto per la sua opera in Cina. Dopo 25 anni di lavoro, tradusse l'intera Bibbia in lingua cinese e battezzò dieci credenti cinesi, fra i quali Cai Gao, Liang Fa e Wat Ngong. Fu inoltre pioniere della traduzione della Bibbia in cinese e pianificò una diffusione delle Scritture la più ampia possibile, a differenza della precedente traduzione cattolico-romana che non venne mai pubblicata.
Collaborò con missionari contemporanei come Walter Henry Medhurst e William Milne, tipografi, Samuel Dyer, suocero di Hudson Taylor, Karl Gützlaff, il linguista prussiano, e Peter Parker, il primo missionario medico in Cina. Servì in Cina per 27 anni con un solo periodo di congedo in Inghilterra. Gli unici sforzi missionari all'epoca si limitavano al Guangzhou, conosciuta come Canton e Macao. Questi missionari si concentravano sulla distribuzione della letteratura cristiana fra i membri della classe mercantile, fra i quali vi furono alcuni convertiti, gettando le fondamenta per una maggiore opera di istruzione e medica che avrebbe avuto un impatto significativo sulla cultura e la storia della più popolosa nazione della Terra. Tuttavia, quando gli fu chiesto poco dopo il suo arrivo in Cina, se si aspettasse di avere qualche impatto spirituale sui cinesi, Morrison rispose: "No signore, ma mi aspetto che Dio ce l'avrà!".

## Inizio della vita

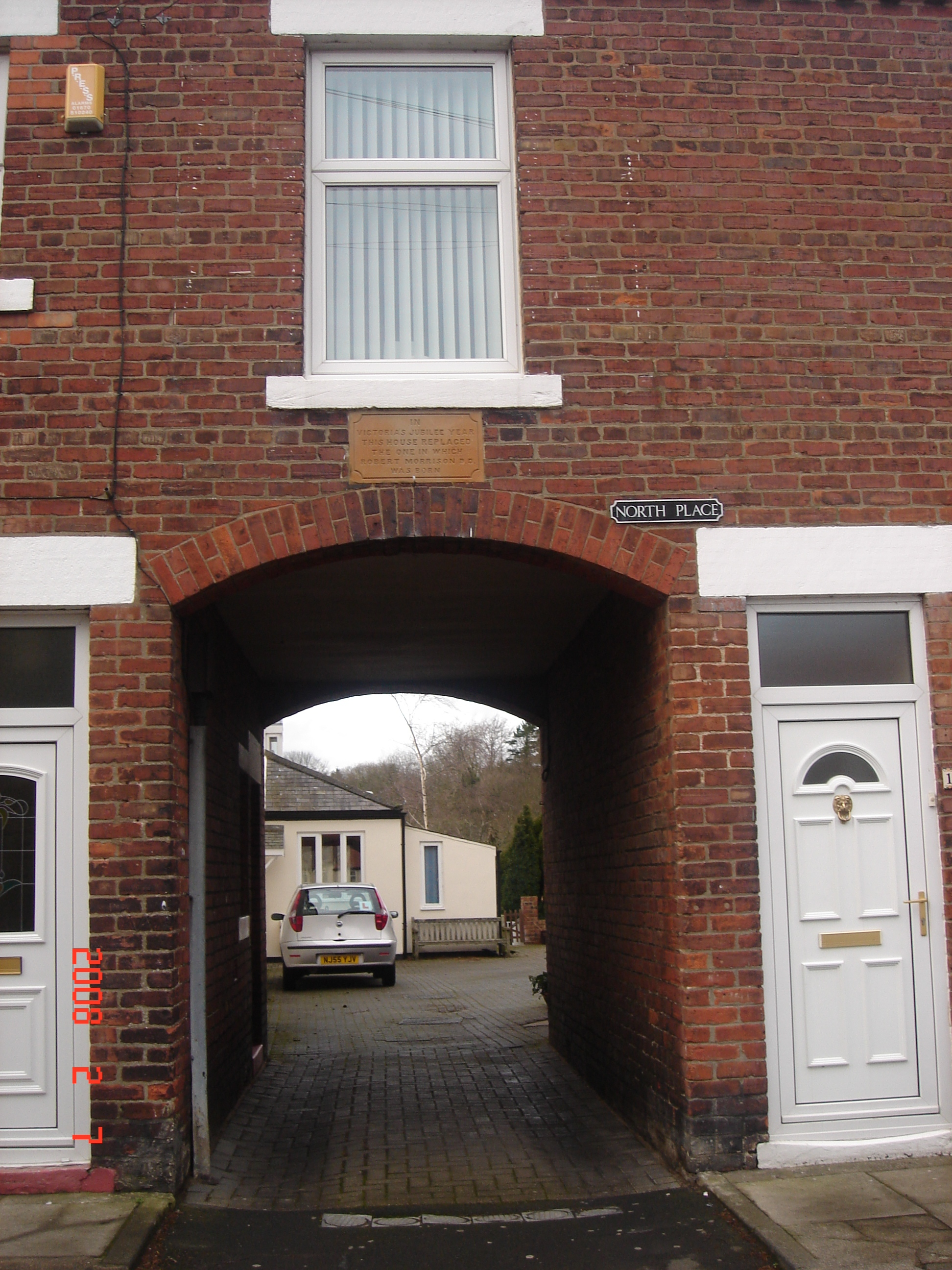
Luogo di nascita di Morrison a Bullers Green vicino a Morpeth, Northumberland, Inghilterra

Nacque a Bullers Green presso Morpeth, nel Northumberland, in Inghilterra, il 5 gennaio 1782. Era figlio di James Morrison, un bracciante agricolo scozzese e di Hannah Nicholson, una donna inglese, entrambi membri attivi della Chiesa di Scozia. I suoi genitori si erano sposati nel 1768. Robert era il più giovane di otto figli. All'età di tre anni, insieme con la sua famiglia si trasferì a Newcastle, dove suo padre trovò un lavoro migliore nel settore calzaturiero. 
I genitori di Robert erano cristiani devoti e allevarono i loro bambini in modo da conoscere la Bibbia e il Catechismo breve di Westminster, conformemente agli ideali presbiteriani. All'età di 12 anni, Robert recitava tutto il salmo 119, pari a 176 versetti, a memoria di fronte al suo pastore senza fare neppure un errore. John Wesley era ancora vivo e molte agenzie missionarie all'estero vennero formate durante questo periodo di primo grande risveglio evangelico.
Nel 1796, il giovane Robert Morrison incominciò il lavoro di l'apprendista presso suo zio James Nicholson e nel 1798 aderì alla Chiesa presbiteriana.
A 14 anni, lasciò la scuola e incominciò un apprendistato nell'azienda paterna. Per alcuni anni frequentò amici incompatibili con la sua educazione cristiana e, di tanto in tanto, si ubriacò. Tuttavia, questo comportamento fu presto abbandonato. Per usare le stesse parole di Robert:
Fu allora che sperimentai un cambiamento di vita e, confido, anche un cambiamento nel cuore. Interruppi i rapporti con la spensierata compagnia che prima frequentavo, dandomi alla lettura, alla meditazione ed alla preghiera. Piacque a Dio di rivelare Suo Figlio in me e, all'epoca, sperimentai molto dell'"affetto che avevo per Dio quando ero giovane e del mio amore da fidanzato" (citazione da Geremia 2:2). E seppure il primo impulso d'affetto diminuì, confido che il mio amore e la mia conoscenza del Salvatore siano aumentati.»
Morrison lavorava nell'azienda paterna per 12 o 14 ore al giorno; tuttavia, raramente trascurava di trovare tempo per una o due ore di lettura e meditazione. Leggeva e rileggeva frequentemente quei pochi libri che era in grado di procurarsi. Il diario, che incominciò a tenere molto presto nella sua vita, mostrava la sua capacità di introspezione; la sua serietà era molto intensa e il suo senso delle proprie mancanze decisamente vivido.
Presto, volle diventare un missionario, e nel 1801, incominciò a studiare latino, greco, ebraico, così come teologia sistematica e stenografia da W. Laidler, un pastore presbiteriano di Newcastle ma i suoi genitori erano contrari alla sua nuova vocazione. In quel periodo, Robert era solito dedicare il tempo libero alla meditazione silenziosa e alla preghiera in giardino. Al lavoro, la Bibbia e qualche altro libro come il Commentario di Matthew Henry erano aperti davanti a lui, mentre le sue mani erano occupate. Frequentava regolarmente la chiesa di domenica, visitava gli ammalati con la "Friendless Poor and Sick Society", e, nel tempo libero, durante la settimana, istruiva i bambini poveri. Condivise la sua fede in Cristo con un altro giovane apprendista e un marinaio, mostrando una profonda preoccupazione per la conversione di amici e famigliari.
Il 7 gennaio 1803, entrò nella Hoxton Academy di Londra, dove venne istruito come ministro congregazionalista. Faceva visita ai poveri e agli ammalati e predicava nei villaggi nei dintorni di Londra.
All'età di 17 anni, Morrison fu spinto a leggere del nuovo movimento missionari su The Evangelical Magazine e The Missionary Magazine. Tuttavia, aveva promesso a sua madre che non sarebbe andato all'esterno finché lei era in vita, sicché fu presente a curarla durante la sua ultima malattia, quando ricevette da lei la benedizione per procedere.

## Preparazione per la missione
Dopo la morte di sua madre nel 1804, egli entrò a far parte della London Missionary Society. Aveva fatto domanda alla società missionaria in una lettera datata 27 maggio 1804, offrendosi per il servizio missionario. Il giorno dopo fece un colloquio con gli amministratori e venne subito accettato senza un secondo colloquio. L'anno dopo, andò all'accademia di David Bogue a Gosport, vicino a Portsmouth per perfezionare la sua formazione. Per un po' fu combattuto fra scegliere Timbuktu in Africa o la Cina, come possibili campi di missione. La sua preghiera era "che Dio lo collocasse in quella parte del campo missionario ove le difficoltà erano maggiori, e, a ogni apparenza umana, insormontabili".
Nel 1798, proprio quando il giovane Robert si era convertito, il reverendo William Willis Moseley del Northamptonshire inviò una lettera che sollecitava "la creazione di una società per la traduzione delle Sacre Scritture nelle lingue delle popolose nazioni orientali". Robert si imbatté in un manoscritto contenente la traduzione in cinese di gran parte del Nuovo Testamento, probabilmente fatta da precedenti missionari Gesuiti, al British Museum. Stampò immediatamente 100 copie di un ulteriore volantino "sull'importanza di tradurre e stampare le Sacre Scritture in cinese." Diverse copie furono inviate, sia a tutti i vescovi della Chiesa anglicana, sia alle nuove agenzie missionarie. La maggior parte diede risposte scoraggianti, adducendo ragioni quali il costo e "la assoluta impossibilità" di diffondere libri all'interno della Cina. Ma una copia raggiunse il dottor Bogue, preside della Hoxton Academy. Il preside rispose che se fosse stato più giovane, avrebbe "dedicato il resto dei suoi giorni alla propagazione del Vangelo in Cina". Il dottor Bogue gli promise che avrebbe cercato candidati idonei per la missione in Cina. Così scelse lo stesso Morrison che presto distolse la sua attenzione dall'Africa per concentrarsi completamente sulla Cina. Robert scrisse a un amico, esortandolo a diventare suo collaboratore nella sua nuova opera: "Vorrei riuscire a convincerti ad accompagnarmi. Prendi in considerazione 350 milioni di anime in Cina che non hanno i mezzi per conoscere Gesù Cristo come Salvatore".
Ritornò a Londrà e studiò medicina con il dottor Blair al St. Bartholomew's Hospital e astronomia con il dottor Hutton all'Osservatorio di Greenwich. Dopo la decisione dei direttori riguardante la sua destinazione, Morrison aveva intrapreso con molta diligenza e laboriosità lo studio del cinese. Imparò la lingua cinese da uno studente che divideva l'alloggio con lui, di nome Yong Sam-tak della Città di Canton. All'inizio i due non andavano d'accordo. Per distrazione, Morrison aveva bruciato un pezzo di carta sul quale vi erano degli ideogrammi cinesi, facendo infuriare il suo superstizioso mentore, il quale lo piantò in asso per tre giorni. Da quel momento in poi, Morrison scrisse i suoi caratteri su un pezzo di stagno così che potessero cancellarsi. Continuarono a cooperare e studiarono una prima traduzione in cinese dei Vangeli chiamata Evangelia Quatuor Sinice, probabilmente scritta da un gesuita, così come un dizionario, scritto a mano, latino - cinese. Yong Sam-tak alla fine si unì a lui nel culto familiare. In questo modo Morrison fece notevoli progressi nel parlare e scrivere una delle lingue più difficili da imparare per un anglofono. 
La speranza dei direttori era che, prima di tutto, Morrison riuscisse a padroneggiare il linguaggio comune della gente e fosse così in grado di compilare un dizionario e, forse, di realizzare una traduzione nelle Scritture a beneficio di futuri missionari. Per fare questo, era, prima di tutto, necessario avere un appoggio in territorio cinese, senza offendere irrimediabilmente le autorità. All'epoca, i contatti di stranieri con il popolo erano assolutamente vietati, tranne che per scopi commerciali. Ogni straniero veniva interrogato con rigore appena metteva piede in terra cinese, riguardo alla sua attività. Il prezzo per aver dato una risposta sbagliata poteva costare, senza troppe cerimonie, il ritorno sul prossimo vascello. Morrison era consapevole dei rischi. Così si recò in visita alla famiglia e prese concedo da essa nel 1806, predicando tredici volte a Londra, Edimburgo e Glasgow.

## Inizio del lavoro missionario
Morrison ricevette l'ordinazione a Londra l'8 gennaio 1807 presso la chiesa presbiteriana scozzese. Era desideroso di partire per la Cina. Il 31 gennaio 1807, prima rotta per l'America. Il fatto che la politica della East India Company, in italiano, Compagnia delle Indie orientali, era di non trasportare missionari e che non vi fossero altre navi disponibili dirette in Cina, lo costrinsero a fermarsi prima a New York. 
Morrison trascorse quasi un mese negli Stati Uniti. Era ansioso di assicurarsi i buoni uffici del console americano a Guangzhou, essendo nota la sua necessità dell'influenza di qualche autorità per ottenere il permesso di rimanere in Cina. La promessa di protezione venne fatta dal console americano, così il 12 maggio 1807 salpò a bordo del secondo vascello, il Trident, diretto verso Macao.
Il vascello giunse a Macao il 4 settembre 1807 dopo 113 giorni in mare. La prima mossa del nuovo arrivato fu di presentare le sue lettere di referenze ad alcuni importanti personalità inglesi e americane, a Macao e Guangzhou. Fu ricevuto con gentilezza ma gli occorse un cuore coraggioso per sopportare, senza abbattersi, il loro franco annuncio degli ostacoli chiaramente insormontabili sulla via di compimento della sua missione. 
George Thomas Staunton scoraggiò la sua idea di diventare un missionario in Cina. Prima di tutto, ai cinesi era vietato dal Governo di insegnare a qualcuno la lingua, sotto pena di morte. Secondo, nessuno poteva rimanere in Cina, se non per scopi commerciali. Terzo, le missioni cattoliche a Macao, protette dai portoghesi, sarebbero state estremamente ostili e avrebbero aizzato la popolazione contro un missionario protestante. 
Infatti, il 7 settembre 1807, fu espulso dalle autorità cattoliche di Macao recandosi nel quartiere noto come Thirteen Factories, in italiano, le Tredici Fabbriche, situato nei sobborghi di Canton. Il capo della fabbrica americana a Canton offrì al missionario una stanza in casa propria, ove fu molto grato di stabilirsi, riflettendo sulla situazione. Poco dopo si accordò con un altro americano per vivere, per un trimestre, nella sua fabbrica. Egli effettivamente si fece passare per un americano. Aveva scoperto che i cinesi sgradivano e sospettavano degli americani meno di quanto facessero verso gli Inglesi. Tuttavia la presenza di Morrison sollevò sospetti ed egli non poteva lasciare in giro i suoi libri cinesi per non far supporre che il suo obiettivo fosse di padroneggiare la lingua.
Alcuni nativi cattolici come Abel Yun furono disposti a impartirgli lezioni di cinese mandarino come poterono, ma egli apprese presto che la conoscenza di questa lingua non gli permetteva né di capire né di essere compreso dalla gente comune. Non era venuto in Cina solo per tradurre le Scritture nel linguaggio di una classe aristocratica relativamente ristretta.

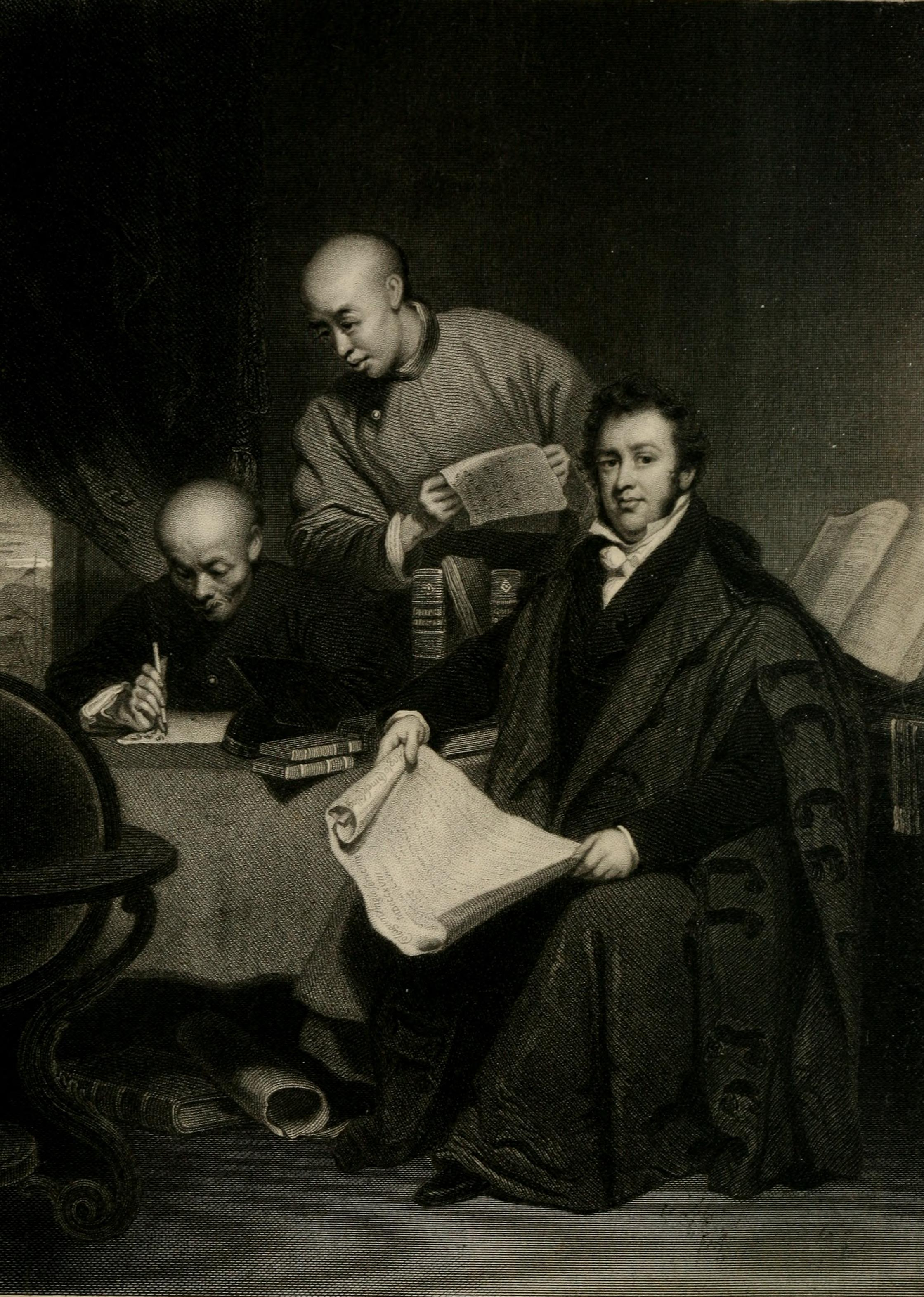
Li Shigong (estrema sinistra) e Chen Laoyi traducono la Bibbia insieme con Morrison, incisione di George Chinnery, il cui originale è andato perduto

Durante questi primi mesi, le sue prove e i suoi scoraggiamenti furono grandi. Doveva vivere quasi completamente come un eremita. Aveva paura di essere visto in giro. I suoi servi cinesi lo imbrogliarono. L'uomo che si era impegnato a insegnargli pretese somme esorbitanti. Un altro gli comprò alcuni libri cinesi, derubandolo nell'affare. Morrison fu allarmato della spesa. Cercava di vivere in una stanza, finché si rese conto che la febbre sarebbe stata il risultato. La sua estrema solitudine lo opprimeva. Le prospettive sembravano estremamente tristi. 
Da principio si conformò maggiormente alle usanze cinesi. Cercò di nutrirsi di cibo cinese e imparò a usare le bacchette. Si fece crescere le unghie lunghe e il codino. Milne notò che "camminava per l'Hong (il quartiere occidentale di Canton) con un abito cinese e con spesse scarpe cinesi". Col tempo arrivò a pensare che fosse una strategia errata. Per quanto riguarda il cibo, non poteva vivere di esso, conservando la salute; e l'abbigliamento serviva soltanto a renderlo ancora più insolito e ad attrarre l'attenzione quando egli era ansioso di evitare la pubblicità. Uno straniero in abiti cinesi suscitava sospetti, come uno che stesse cercando di insinuarsi clandestinamente nella società cinese, in modo da introdurre surrettiziamente la sua religione di contrabbando. In tali circostanze, Morrison riprese le usanze europee degli americani e degli inglesi.
La posizione di Morrison era minacciata da agitazioni politiche. Una mossa nella guerra contro la Francia, che all'epoca l'Inghilterra stava combattendo, fu che uno squadrone inglese si avvicinò a Macao, per impedire ai francesi di colpire il commercio inglese. Questa azione indispettì le autorità cinesi a Guangzhou e furono minacciate rappresaglie sugli inglesi ivi residenti. Prevalse il panico. Le famiglie inglesi dovettero rifugiarsi su navi e tornare a Macao. Fra di esse, arrivò Morrison, con il suo prezioso bagaglio di manoscritti e libri. Questa difficoltà politica passò presto e lo squadrone partì; ma i cinesi furono ancora più sospettosi di prima dello "straniero". 

## La Compagnia delle Indie orientali
Morrison si ammalò e ritornò a Macao il primo giugno 1808. Fortunatamente in questo periodo padroneggiava il mandarino e il cantonese. Viveva a Macao in un misero alloggio. Con difficoltà trovò qualcuno disposto a dargli una stanza. Pagava un prezzo esorbitante per una soffitta miserabile e non vi stava da molto quando un giorno il tetto crollò con uno schianto. Sarebbe rimasto anche in quelle condizioni purché venisse sistemata alla buona qualche copertura ma il suo padrone di casa aumentò la pigione di un terzo ed egli si ritrovò nuovamente in strada. 
Tuttavia, continuò a lottare, affaticandosi al suo dizionario cinese, pregando Dio, con tutta l'anima, in cinese sgrammaticato affinché potesse padroneggiare la lingua nativa. Aveva vissuto talmente a lungo come un recluso, per paura di essere espulso dalle autorità, che la sua salute ne risentì gravemente, riuscendo a camminare attraverso la sua angusta stanzetta solo con difficoltà. Ma continuò a lavorare sodo.
Morrison si sforzò di creare dei rapporti con la gente. Tentò di insegnare a tre ragazzi cinesi che vivevano per strada, per aiutare loro e migliorare le proprie conoscenze linguistiche. Tuttavia, essi lo trattarono con cattiveria ed egli fu costretto a lasciarli perdere.
Nel 1809 incontrò la diciassettenne Mary Morton, che sposò il 20 febbraio 1809 a Macao. Ebbero tre figli: James Morrison, nato il 5 marzo 1811, morto il giorno stesso, Mary Rebecca Morrison, nata nel luglio del 1812, e John Robert Morrison, nato il 17 aprile 1814. Mary Morrison morì di colera il 10 giugno 1821 e fu sepolta nel vecchio cimitero protestante di Macao.
Il giorno del suo matrimonio, Robert Morrison fu nominato traduttore della Compagnia delle Indie orientali con uno stipendio di 500 sterline all'anno. Tornò a Guangzhou da solo poiché alle donne straniere non era permesso risiedervi.
Questo impiego gli consentì ciò di cui aveva più bisogno, qualche effettiva garanzia che gli sarebbe stato consentito di proseguire il suo lavoro. Ora aveva un impiego commerciale definito, fra l'altro un impiego che non ostacolava in alcun modo la prosecuzione della missione che era sempre al primo posto nei suoi pensieri. Il lavoro quotidiano di traduzione per la Compagnia lo aiutava ad acquisire confidenza con la lingua e accresceva le sue opportunità di rapporti con i cinesi. 
Ora poteva girare più liberamente e senza paura. Già la sua padronanza della lingua cinese era apprezzata da quegli scaltri uomini d'affari, i quali percepivano il suo valore per le loro trattative commerciali. 
Il mare fra Macao e Canton era infestato dai pirati e la famiglia Morrison dovette fare molte rischiose traversate in preda all'ansia. Talvolta il grido di allarme poteva udirsi anche a Guangzhou, poiché incursioni piratesche giungevano a poche miglia dalla città e le autorità erano praticamente incapaci di respingerle. 
I pericoli della loro posizione, così come la solitudine in cui viveva, paiono aver gravemente e dolorosamente colpito Mary. La donna era affetta da una sindrome ansiosa. Nessuna compagnia a Guangzhou le era congeniale. I residenti inglesi e americani erano gentili ma avevano scarsa comprensione per la loro opera, né vi credevano. 
I cinesi sollevarono obiezioni alla sepoltura del suo primo bambino. Con grande scoramento, Morrison dovette sovrintendere al suo seppellimento in un fianco della montagna. All'epoca sua moglie era gravemente malata. Tutti i suoi colleghi dell'ufficio della Compagnia pensavano che fosse pazzo. I suoi assistenti cinesi lo derubarono. Dall'Inghilterra solo raramente giungevano lettere.
La grammatica cinese fu terminata nel 1812 e inviata nel Bengala per la stampa. Non se ne seppe più nulla per tre penosi anni pieni di ansia. Tuttavia, fu molto apprezzata e stampata correttamente e fu un punto di svolta nel lavoro svolto per consentire all'Inghilterra e all'America di comprendere la Cina. 
Morrison proseguì stampando un volantino e un catechismo. Tradusse il libro degli Atti in cinese e gli vennero addebitati 30 sterline in più per la stampa di 1 000 copie. Poi tradusse il Vangelo di Luca e lo stampò. Il vescovo cattolico a Macao, dopo aver ottenuto una copia di tale lavoro, ordinò che venisse bruciata come eretica. Così la gente comune dovette avere l'impressione che un certo gruppo di cristiani esistevano per distruggere ciò che l'altro gruppo produceva. I fatti non sembravano favorevoli all'avanzamento del cristianesimo in Cina.
La macchina del tribunale penale cinese fu messa in moto quando le autorità cinesi lessero alcune delle sue opere stampate. Morrison fu prima reso consapevole dell'assalto imminente dalla pubblicazione di un editto, diretto contro di lui e tutti gli europei che cercavano di pregiudicare la religione cinese. Sulla base di questo editto, stampare e pubblicare libri cristiani in cinese veniva dichiarato un crimine punito con la morte. L'autore di una qualsiasi di tali opere veniva avvisato che sarebbe stato soggetto egli stesso alla pena di morte. Tutti i suoi aiutanti si sarebbero resi passibili di varie forme di sanzione. A tutti i mandarini e magistrati venne ingiunto di agire con energia nel perseguire chiunque potesse essere colpevole di contravvenire a questo editto. 
Morrison spedì una traduzione di questo famoso proclama all'Inghilterra, annunciando al tempo stesso ai direttori della società missionaria che intendeva andare tranquillamente e risolutamente avanti. Per sé stesso, in effetti, non pareva aver paura. Indubbiamente la sua posizione all'interno della Compagnia delle Indie orientali, costituiva per lui una notevole protezione, e una grammatica e un dizionario non erano chiaramente pubblicazioni cristiane. Ma i direttori proprio in quel momento erano in procinto di inviare in missione il reverendo William Milne e sua moglie e Morrison seppe che questo editto avrebbe reso eccessivamente rischioso e difficile qualsiasi tentativo da parte di un ulteriore missionario di stabilirsi a Guangzhou. 
Il 4 luglio 1813, alle tre circa del pomeriggio, essendo la prima domenica del mese, Morrison e sua moglie stavano celebrando insieme la "Santa Cena" a Macao. Proprio nel momento in cui stavano per incominciare il loro semplice culto, fu portata loro una lettera che li informava che William Milne e sua moglie erano a terra. Morrison impiegò tutta la propria influenza su coloro che avevano l'autorità di decider sul permesso di soggiorno di Milne. Cinque giorni dopo l'arrivo dei Milne, un sergente fu inviato a casa di Morrison dal governatore per convocarlo. La decisione fu semplice e severa: Milne doveva andarsene entro otto giorni. 
Non soltanto i cinesi si erano strenuamente opposti al suo insediamento ma dietro questa decisione vi erano i cattolici, i quali premevano per la sua espulsione. Morrison non ricevette il minimo aiuto dagli inglesi residenti a Macao, i quali temevano che i loro interessi commerciali venissero pregiudicati se qualche complicazione fosse sorta a causa sua. Temporaneamente, i coniugi Milne proseguirono per Guangzhou, dove la famiglia Morrison li seguì. Presto entrambe le famiglie si stabilirono in quella città, rimanendo in attesa della prossima mossa delle autorità. Morrison trascorse questo tempo nell'aiutare Milne a imparare il cinese.
Nel 1820, Morrison incontrò l'uomo d'affari americano David Olyphant a Canton, che segnò l'inizio di una lunga amicizia fra i due, tanto che Olyphant chiamò suo figlio Robert Morrison Olyphant.

## Ritorno in Inghilterra

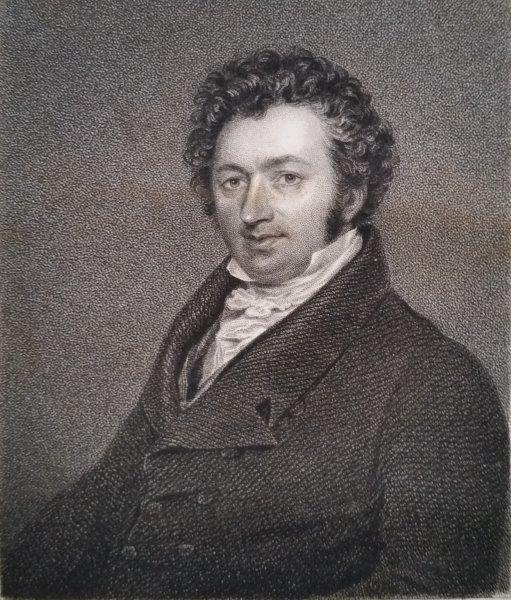
Robert Morrison c. 1825, da Un ricordo della separazione

Nel 1822 Morrison visitò Malacca e Singapore, ritornando in Inghilterra nel 1824. L'Università di Glasgow gli conferì la laurea honoris causa in teologia nel 1817. Al suo ritorno in Inghilterra, Morrison fu accolto come membro della Royal Society. Portò una vasta biblioteca di opere cinesi in Inghilterra che fu donata al London University College. Morrison, durante il suo soggiorno, avviò, allo scopo di formare missionari, il "The Language Institution" al Bartlett's Buildings a Holborn, Londra. 
Tra il 1824 e 1825 Morrison trascorse un periodo in Inghilterra, dove donò la sua Bibbia cinese al Re Giorgio IV, venendo ricevuto da persone di ogni classe sociale, con grandi dimostrazioni di rispetto. Si occupò di insegnare cinese a gentiluomini e dame inglesi, stimolando interesse e compassione per la Cina. Prima di ritornare alle sue fatiche missionarie, si sposò nel novembre 1824 con Eliza Armstrong, con la quale ebbe altri cinque bambini. La nuova moglie e i bambini del suo primo matrimonio tornarono con lui in Cina nel 1826. 
Un episodio del viaggio illustrerà i pericoli di quei giorni, così come il coraggio di Morrison. Dopo una terribile tempesta, i passeggeri furono allarmati nell'udire un clangore di spade e l'esplosione di armi da fuoco. Scoprirono presto che un ammutinamento era scoppiato fra i marinai, i quali erano malpagati e avevano preso possesso della parte anteriore del vascello con l'intento di dirigere i cannoni contro gli ufficiali della nave. Era un momento critico. All'apice dell'allarme, Morrison avanzò con calma fra gli ammutinati e dopo alcune serie parole persuasive, indusse la maggioranza di loro a tornare ai loro posti; gli altri furono facilmente catturati, fustigati e imprigionati. A Singapore, Morrison dovette affrontare nuove prove. La Singapore Institution, ora Raffles Institution, che aveva dedicato a lui una delle sue case, stava formandosi nel momento in cui lui era partito per l'Inghilterra, analogamente al college sorto a Malacca. Si erano fatti scarsi progressi. Il nuovo governatore manifestava minor interesse e Morrison non era stato presente a verificare che il lavoro procedesse. Dopo un soggiorno sul posto, a fini organizzativi, il missionario e la sua famiglia proseguirono per Macao, e successivamente si recò a Guangzhou, dove constatò che la sua proprietà, in sua assenza, stata trascurata.

## Ultimi giorni in Cina

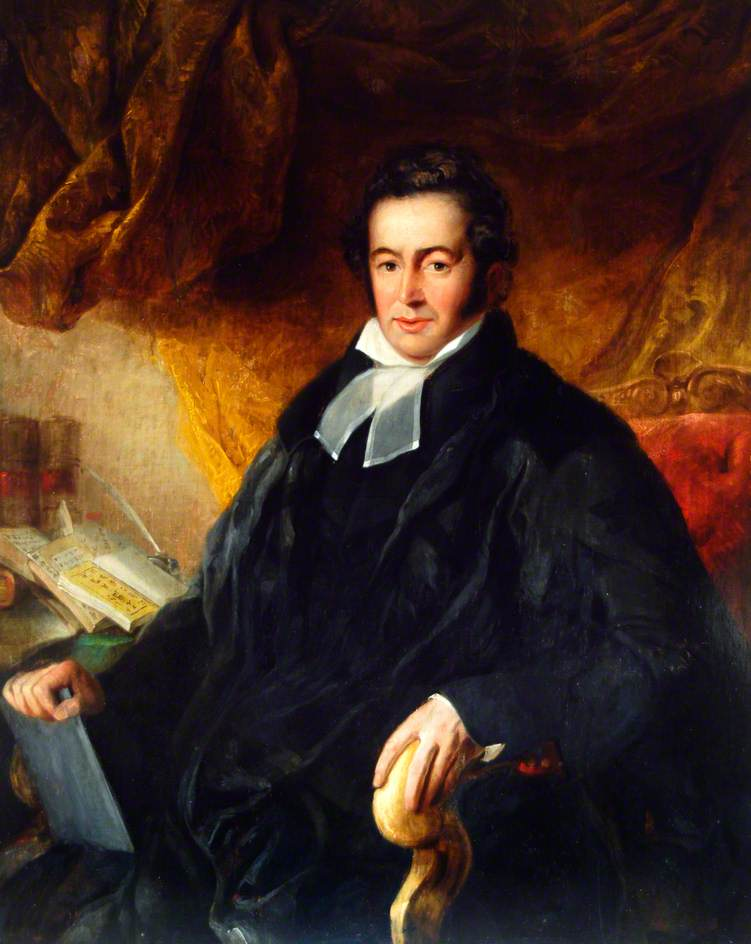
Ritratto di Morrison ad opera del pittore Henry Perlee Parker, donato nel 1833

La famiglia Morrison fece ritorno in Cina nel 1826. Mutamenti all'interno della Compagnia delle Indie orientali lo avevano messo in contatto con nuovi funzionari, alcuni dei quali non avevano il minimo rispetto per la vocazione del missionario ed erano inclini ad assumere un atteggiamento arrogante finché la minaccia di Morrison di dimettersi li indusse a un comportamento più rispettoso. Per giunta, le relazioni fra gli imprenditori inglesi e i funzionari cinesi stavano diventando, di giorno in giorno, più tese. 
Morrison disapprovava vivamente molta della corrispondenza che gli toccava portare avanti con i mandarini nativi. Si stavano ammassando nuvole all'orizzonte che avrebbero portato, in pochi anni, alla tempesta. Vi furono gravi mancanze da entrambe le parti. Le ingerenze e la tirannia dei mandarini erano dure da sopportare ma sugli inglesi gravava la maggiore responsabilità per aver imposto al popolo cinese il commercio dell'oppio. Più tardi sarebbe scoppiata la guerra, in cui l'Inghilterra avrebbe dimostrato più forza, pur avendo ragione la Cina. L'intero futuro delle missioni sarebbe stato pregiudicato da questo terribile errore. I porti sarebbero stati aperti prima all'oppio e solo, in second'ordine, al cristianesimo.
Durante la visita di Morrison in Inghilterra, egli era riuscito a lasciare un insegnante cinese indigeno, Liang Fa, uno dei convertiti di Milne, a portare avanti l'opera come poteva, in mezzo alla gente. Quest'uomo aveva già sofferto molto per la sua fede, ma si rivelò molto coerente e determinato durante il lungo periodo dell'assenza di Morrison. Furono battezzati altri nativi cinesi e crebbe una piccola chiesa, mentre, al tempo stesso, si sapeva che molti si convertivano in segreto, non osando sfidare la persecuzione e l'ostracismo derivanti da una confessione pubblica. 
Missionari americani furono mandati ad aiutare Morrison e ulteriori pubblicazioni cristiane furono stampate. Morrison benedisse l'arrivo degli americani, poiché erano in grado di presiedere il culto per gli inglesi residenti, consentendogli così il tempo libero per predicare e parlare ai cinesi che potevano essere radunati per ascoltare il Vangelo. Nel 1832 Morrison poté scrivere:
Nel 1833 i cattolici si sollevarono contro Morrison, sopprimendo le sue tipografie e le sue pubblicazioni, eliminando così il suo metodo preferito di diffusione del Vangelo di Cristo. Tuttavia, i suoi agenti nativi continuarono a diffondere pubblicazioni,  già in precedenza stampate. Durante questo periodo contribuì anche alla stesura della rivista di Karl Gützlaff, l'Eastern Western Monthly Magazine, una pubblicazione il cui scopo consisteva nel migliorare la comprensione fra cinesi e occidentali.
Nel 1834, terminò il monopolio della Compagnia delle Indie orientali nel commercio con la Cina. La posizione di Morrison all'interno della Compagnia fu abolita, così cessarono i mezzi di sussistenza. In seguito, fu nominato traduttore del Governo sotto Lord Napier, ma conservò il suo impiego solo per pochi giorni.
Morrison preparò il suo ultimo sermone nel giugno del 1834, incentrandolo sulla promessa di Gesù prima della passione: "Nella casa di mio Padre vi sono molte dimore." Stava per soccombere alla sua ultima malattia e la sua solitudine era molto grande, dato che sua moglie e la sua famiglia avevano ricevuto l'ordine di tornare in Inghilterra. Il 1º agosto 1834, il primo missionario protestante in Cina morì. 
Morì nella sua residenza, al numero 6 di Danish Hong, a Canton nel Guangzhou, all'età di 52 anni, nelle braccia di suo figlio. Il giorno seguente, i suoi resti furono traslati a Macao e seppelliti nel Vecchio cimitero protestante il 5 agosto 1834, accanto a sua moglie e al suo bimbo. Lasciò una famiglia di sei bambini, due avuti dalla prima moglie e quattro dalla seconda. Nel 1847, l'unica figlia femmina sposò Benjamin Hobson, un missionario medico. 

## Epitaffio

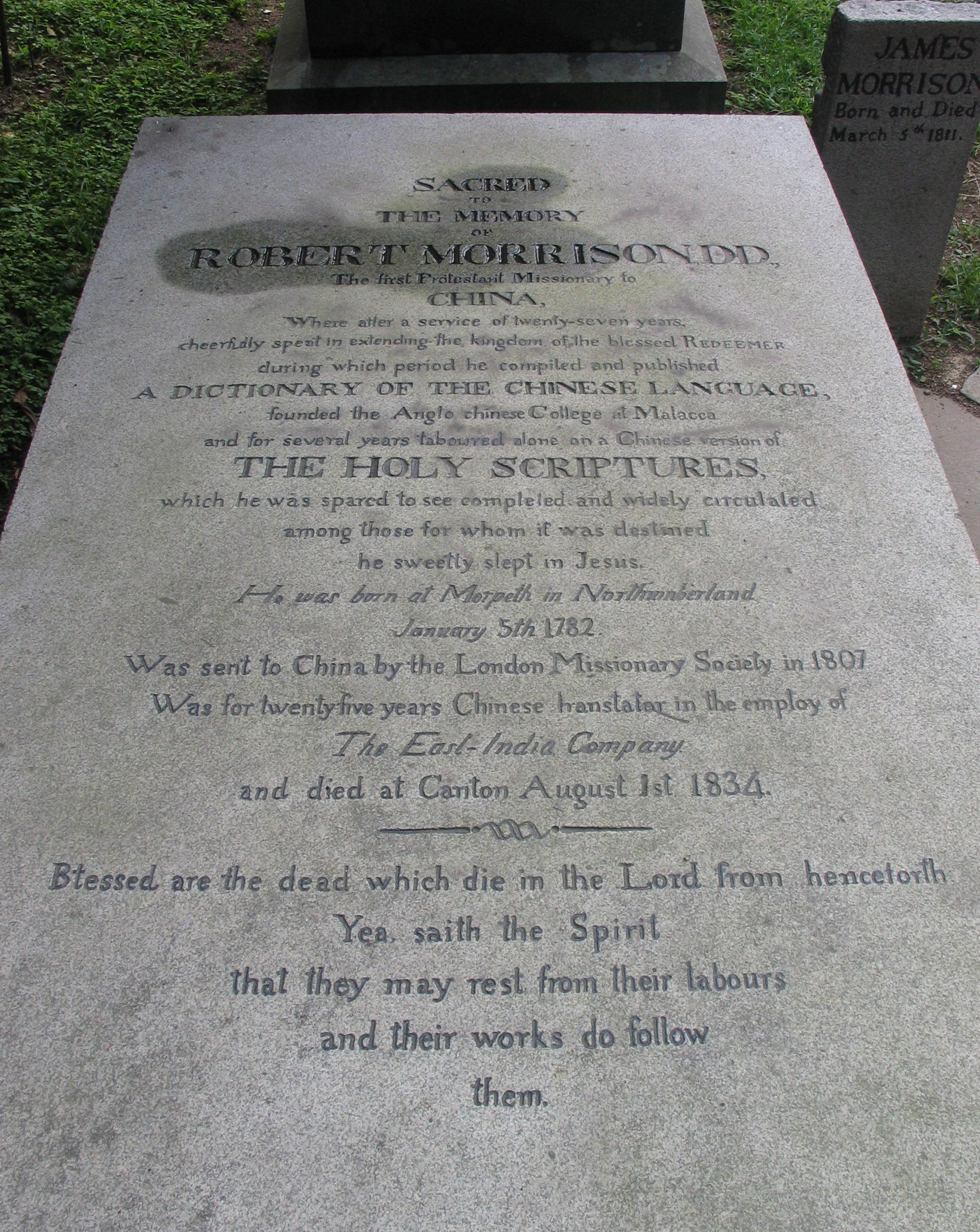
Tomba di Robert Morrison

Morrison fu sepolto nel Vecchio cimitero protestante a Macao. L'iscrizione sulla sua lapide recita:
il primo missionario protestante in Cina,

dove, dopo un servizio di 27 anni,

spesi serenamente nell'estendere il regno del beato Redentore

durante questo periodo compilò e pubblicò

un dizionario della lingua cinese,

fondò il College anglo-cinese a Malacca

e per molti anni, faticò da solo per una versione cinese delle Sacre Scritture

che egli ebbe la possibilità di vedere completa ed ampiamente diffusa fra coloro ai quali era destinata.

Egli riposa dolcemente in Gesù.

Nacque a Morpeth nel Northumberland

il 5 gennaio del 1782

Fu inviato in Cina dalla Società missionaria di Londra nel 1807

Fu per 25 anni traduttore in Cinese alle dipendenze della Compagnia delle Indie orientali

E morì a Canton il 1 agosto 1834.

Beati i morti che, da ora innanzi, muoiono nel Signore.

Sì dice lo Spirito 

Essi si riposano dalle loro fatiche

Perché le loro opere li seguono (Apocalisse 14:13).»

## Eredità spirituale
Un distretto di Hong Kong venne chiamato Morrison Hill così come una via adiacente, Morrison Hill Road. Anche la scuola venne a lui intitolata, fondata dall'Associazione per l'istruzione Morrison e ultimata poco prima della sua morte.
Morrison aveva accumulato "la più ampia raccolta di letteratura cinese in Europa" formando il nucleo dell'associazione, "The Language Institution" sita nell'edificio Bartlett, a Londra. La vedova di Morrison mise in vendita tutti i 900 libri nel 1837 al prezzo di 2 000 sterline.
Il college Morrison dell'Università di Hong Kong, creato per la prima volta nel 1917 come "ostello cristiano per studenti cinesi", fu dedicato a Morrison dai suoi sostenitori della Società missionaria di Londra.

## Opere

### Opere missionarie
Morrison realizzò una traduzione in cinese della Bibbia. Compilò anche un dizionario cinese a uso degli occidentali. La traduzione della Bibbia richiese 12 anni di lavoro e la compilazione del dizionario 16. Durante questo periodo, nel 1815, lasciò l'impiego alle dipendenze della Compagnia delle Indie orientali.
Verso la fine dell'anno 1813, l'intera traduzione del Nuovo Testamento venne completata e stampata. Il traduttore non ebbe mai la pretesa che fosse perfetta. Al contrario, era pronto ad ammettere i suoi difetti. Ma affermava trattarsi di una traduzione del Nuovo Testamento in un autentico discorso colloquiale cinese, naturale, non scolastico. Il possesso di un gran numero di copie stampate condusse i missionari a escogitare un sistema per dare loro ampia ed effettiva circolazione.
All'epoca, diverse parti della Penisola della Malesia era sotto protettorato britannico. I governatori inglesi erano residenti e, pertanto, sembrava un campo promettente per lo stabilimento di una stazione missionaria. La stazione sarebbe stata facilmente raggiungibile dalla costa cinese e i missionari cinesi avrebbero potuto venire addestrati, poiché il loro ingresso in Cina non avrebbe suscitato gli stessi sospetti legati ai movimenti degli inglesi. I due punti presi in particolare considerazione erano l'isola di Giava e Malacca sulla penisola malese. 
Era ben noto che svariate migliaia di cinesi erano sparsi in queste regioni e Milne viaggiò per il Paese, studiandolo e distribuendo volantini e Nuovi Testamenti a seconda delle opportunità. L'obiettivo dei due missionari era ora di individuare qualche punto tranquillo, dove, sotto protezione, stabilire una tipografia e formare missionari cinesi. Malacca presentava questo vantaggio, essendo collocata fra India e Cina, collegata da mezzi di trasporto con qualsiasi parte della Cina e il vicino arcipelago. Dopo lunga riflessione, si decise di proporre ai direttori che Milne si stabilisse a Malacca. 
Sette anni dopo il suo arrivo, il 14 maggio 1814, Morrison battezzò il primo convertito. Il primo cristiano cinese protestante si chiamava probabilmente Cai Gao Morrison riconosceva l'imperfezione della conoscenza di quest'uomo e non menzionò il suo ruolo nel battesimo di Cai se non molto tempo dopo, ma egli affermò di essersi basato sulle parole "se tu credi con tutto il tuo cuore!" per amministrare il rito del battesimo. Nel suo diario fu annotato quanto segue: «A una sorgente d'acqua, che sgorgava dai piedi di un'elevata collina, dal lato del mare, lontani dall'osservazione umana, lo battezzati nel nome del Padre, del Figlio e dello Spirito Santo... Possa egli essere la primizia di un grande raccolto.»
Più o meno nello stesso periodo, la Compagnia delle Indie orientali si assunse l'onere di stampare il dizionario cinese di Morrison. Spese 10000 £ nell'opera, impiegando il loro tipografo Peter Perring Thoms, insieme a un torchio da stampa. La Società biblica donò 500 sterline ciascuno per coprire il costo della stampa del Nuovo Testamento. Uno dei direttori della Compagnia delle Indie orientali, inoltre, legò la somma di 1000 $ per la diffusione della religione cristiana. Questa somma la utilizzò per la stampa di un'edizione tascabile del Nuovo Testamento. La prima era ingombrante, e, specialmente nel caso di un libro che rischiava di essere sequestrato e distrutto dalle autorità ostili, costituiva un problema serio. Invece, un Nuovo Testamento tascabile poteva essere portato in tasca, senza difficoltà. La piccola edizione venne stampata, e molti cinesi partirono dal Guangzou verso l'interno con una o più copie di questo libriccino, dal loro punto di vista, dal valore immenso, nascosto nel loro abito o fra i loro bagagli.
Mary Morrison ricevette l'ordine di tornare in Inghilterra. Partì in nave con i suoi due bambini e per sei anni suo marito dovette continuare a faticare nella solitudine. Nel 1817 Morrison accompagnò l'ambasciata di Lord Amherst a Pechino. La sua personale conoscenza della Cina venne notevolmente ampliata da ciò. Fu inviato dalla Compagnia in un'ambasciata all'Imperatore di Pechino nella sua qualità di interprete. Il viaggio lo condusse attraverso molte città e zone rurali e gli fece conoscere alcuni aspetti nuovi della vita e del carattere cinesi. L'obiettivo dell'ambasciata non fu raggiunto, ma per Morrison l'esperienza fu di enorme valore; e servì non soltanto a ripristinare la sua salute ma anche a stimolare il suo zelo missionario. Attraverso tutta quella vasta area della nazione, e fra quella numerosa popolazione, non vi era neppure una sola stazione missionaria protestante.
Un'altra impresa nella quale Morrison ebbe un ruolo pionieristico fu la costruzione nel 1820 a Macao di un dispensario pubblicio, dove le malattie indigene potevano essere curate con maggiore umanità ed efficacia rispetto a quanto avveniva in Cina. Morrison era profondamente scosso dalla infelicità, povertà e le inutili sofferenze dei cinesi indigenti. Il popolo era costantemente persuaso a sperperare tutto ciò che aveva nella medicina tradizionale cinese che egli considerava inutile. Morrison cercò un medico cinese abile e intelligente e lo mise a capo del suo dispensario. Quest'uomo, che aveva imparato i rudimenti della terapia europea, ricevette un grande aiuto dal dottor Livingstone, amico di Morrison, molto interessato a questo tentativo di alleviare le sofferenze ai cinesi più poveri. 

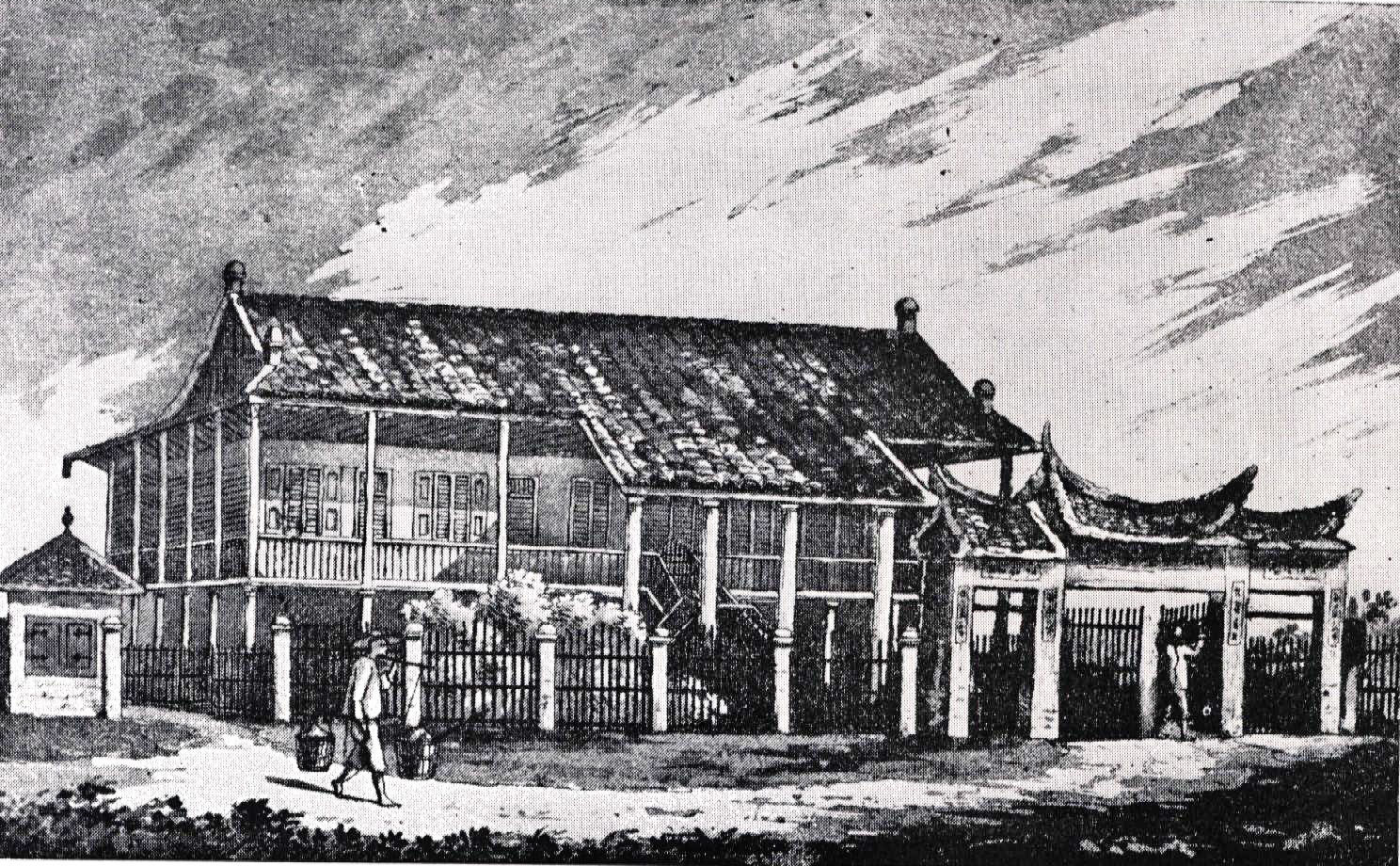
Il college a Malacca, Malaysia nel 1834

Morrison e Milne nel 1818 realizzarono anche una scuola per bambini cinesi e malesi. La scuola, chiamata Anglo-Chinese College, successivamente chiamata Ying Wa College, fu trasferita a Hong Kong verso il 1843 dopo che il territorio divenne un possedimento britannico. L'istituto esiste ancora oggi a Hong Kong come scuola secondaria maschile. Milne ricevette il sostegno del Governatore inglese a Malacca. Egli rappresentava l'estremo avamposto delle missioni protestanti in Asia, e Morrison chiamò la missione "Ultra-Gange". 
Morrison e Milne tradussero insieme l'Antico Testamento; e sebbene Morrison fosse avvantaggiato da una conoscenza più approfondita della lingua e, pertanto, capace di rivedere il lavoro del suo collega, Milne aveva anche fatto notevoli progressi nella sua padronanza del cinese. La tipografia era mantenuta costantemente attiva. Volantini di vario tipo venivano pubblicati. Morrison scrisse un libriccino intitolato "A Tour round the World", in italiani, "Un giro attorno al mondo", il cui obiettivo era far conoscere ai suoi lettori cinesi le consuetudini e le idee delle nazioni europee e i benefici derivanti dal cristianesimo.
Dato che le sue innumerevoli attività in Cina non erano sufficienti a occuparlo, Morrison cominciò a formulare un programma di evangelizzazione della Cina ancora più ampio. Consisteva nel costruire a Malacca ciò che chiamò un "Anglo-Chinese College". Il suo obiettivo era presentare l'Oriente all'Occidente e l'Occidente all'Oriente; in altre parole, fare mediazione fra le due civiltà, e così preparare la via per la tranquilla e pacifica diffusione del pensiero cristiano in Cina.
La proposta venne calorosamente accettata. La Società missionaria di Londra donò il terreno. Il Governatore di Malacca e molti residenti fecero delle offerte. Morrison stesso donò 1 000 sterline, attingendo dalla sua piccola proprietà per costruire il college. L'edificio venne eretto e aperto. Furono installati dei torchi da stampa e si iscrissero degli studenti. Milne era il preside; e sebbene nessuno studente fosse costretto a dichiararsi cristiano o a frequentare il culto cristiano, c'era la speranza che la forte influenza cristiana avrebbe potuto convincere molti degli studenti di letteratura a diventare insegnanti del cristianesimo. 
Pur quanto radicate fossero le sue convinzioni cristiane, non poteva approvare nulla che facesse deliberata violenza alle convinzioni di un altro, e aveva fede che la verità cristiana avrebbe finito per avere la meglio a motivo dei suoi meriti intrinseci e non doveva temere di essere messa da parte con le verità contenute in altri sistemi religiosi. Otto o nove anni dopo la sua fondazione, il signor Charles Majoribanks, membro del Parlamento eletto a Perth, in una relazione governativa sulla condizione di Malacca, selezionò questo istituto, lodandolo molto per la sua opera veramente sana, tranquilla ed efficiente.
Essendo sorto un insediamento, sotto protettorato britannico, in mezzo a quelle isole popolate da molti malesi e cinesi, furono inviati rinforzi dall'Inghilterra. Dopo un periodo a Malacca, i rinforzi furono inviati anche in altri centri: Penang, Giava, Singapore, Amboyna, dovunque potessero trovare una base e avviare rapporti con la gente. In questo modo, sorsero nuove stazioni della Missione Oltre-Gange. Venne pubblicata una rivista, dal titolo, The Gleaner, in italiano, Lo spigolatore, il cui obiettivo era mantenere i contatti fra le varie stazioni e diffondere informazioni sui progressi nelle diverse zone. 
Diverse tipografie sfornavano opuscoli, volantini, catechismi, traduzioni dei Vangeli in malese o cinese. Venivano fondate scuole per l'istruzione dei bambini: poiché, il grande ostacolo al libero uso della stampa, era che, relativamente poche persone a quei tempi erano in grado di leggere. I missionari dovevano essere versatili, predicando ora ai malesi, ora ai cinesi, ora alla popolazione inglese; ora preparando caratteri da stampa, ora insegnando nelle scuole; ora evangelizzando nuovi distretti e isole vicine, ora radunando piccole congregazioni nei loro insediamenti. Le relazioni non variavano molto di anno in anno. Il lavoro era duro e apparentemente improduttivo. La gente ascoltava ma spesso non rispondeva. I convertiti erano pochi. 
Mary Morrison ritornò in Cina soltanto per morirvi nel 1821; anche la moglie di Milne era già morta. Morrison aveva 39 anni. Nel 1822 morì William Milne, dopo una breve ma preziosa vita missionaria e Morrison fu lasciato alla riflessione che egli solo era sopravvissuto dei primi quattro missionari protestanti in Cina. Egli rivedette la storia della missione, scrivendo un resoconto di questi 15 anni. La Cina era ancora impermeabile come sempre all'influenza europea e cristiana; ma la quantità di solido lavoro di alfabetizzazione compiuto fu immenso.

### Opere scientifiche

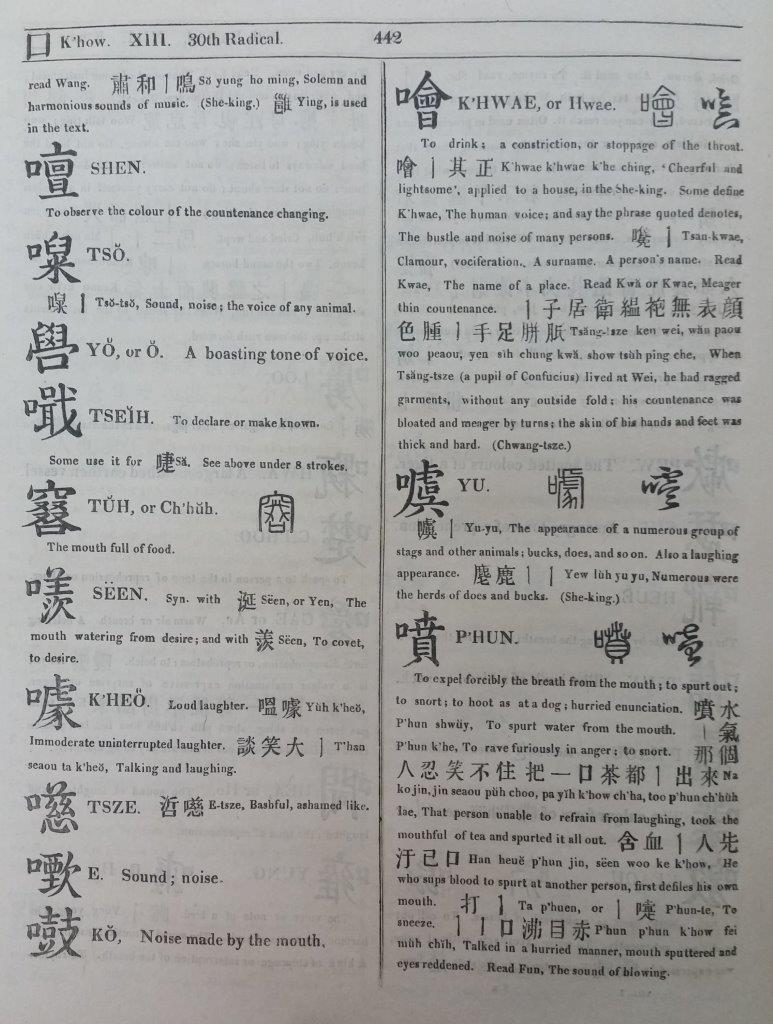
Pagina dal Dizionario cinese-inglese di Morrison del 1815 (organizzata in base ai radicali)

Il Dizionario della lingua cinese di Robert Morrison fu il primo più importante dizionario cinese-inglese, inglese-cinese, in gran parte basato sul Dizionario Kangxi e su un dizionario cinese in rima della stessa epoca. Ciò significa che gli accenti tonali erano quelli del cinese medio anziché quelli del cinese realmente parlato alla sua epoca. A causa degli insegnanti a sua disposizione, le sue trascrizioni erano basate sul mandarino Nanjing anziché sul dialetto di Pechino.

## Pubblicazioni
Ecco una lista di opere scritte da Robert Morrison : 
- Robert Morrison (1812). Horae Sinicae: Translations from the Popular Literature of the Chinese. London.
- Robert Morrison (1813). Hsin i Chao Shu
- Robert Morrison (1815). A Grammar of the Chinese Language. Serampore: Printed at the Mission-Press
- Authors Antonio Montucci; Horae Sinicae; Robert Morrison (1817). Urh-chĭh-tsze-tëen-se-yĭn-pe-keáou; being a parallel drawn between the two intended Chinese dictionaries, by R. Morrison and A. Montucci. Together with Morrison's Horæ Sinicæ [&c.]. Macao, China: T. Cadell and W Davies.
- Robert Morrison (1817). A view of China for philological purposes, containing a sketch of Chinese chronology, geography, government, religion & customs. Macao, China: Printed at the Honorable the East India Company's Press by P.P. Thoms ; published and sold by Black, Parbury, and Allen, Booksellers to the Honorable East India Company, London. Archived from the original on 12 November 2007. Retrieved 15 May 2011.
- Morrison, Robert (1815–1823). A Dictionary of the Chinese Language, in Three Parts. Macao, China: Printed at the Honorable the East India Company's Press by P.P. Thoms. in six volumes:
- Part I, Vol. I - Robert Morrison (1815). A Dictionary of the Chinese Language, in Three Parts: Chinese and English, arranged according to the radicals. Macao, China: Printed at the Honorable the East India Company's Press by P.P. Thoms.
- Part I, Vol. II - Robert Morrison (1822). A Dictionary of the Chinese Language, in Three Parts: Chinese and English, arranged according to the radicals. Macao, China: Printed at the Honorable the East India Company's Press by P.P. Thoms ; published and sold by Kingsbury, Parbury, and Allen, Leadenhall Street.
- Part I, Vol. III - Robert Morrison (1823). A Dictionary of the Chinese Language, in Three Parts: Chinese and English, arranged according to the radicals. Macao, China: Printed at the Honorable the East India Company's Press by P.P. Thoms ; published and sold by Kingsbury, Parbury, and Allen, Leadenhall Street.
- Part II, Vol. I - Robert Morrison (1819). A Dictionary of the Chinese Language, in Three Parts: Chinese and English arranged alphabetically. Macao, China: Printed at the Honorable the East India Company's Press by P.P. Thoms.
- Part II, Vol. II - Robert Morrison (1820). A Dictionary of the Chinese Language, in Three Parts: Chinese and English arranged alphabetically. Macao, China: Printed at the Honorable the East India Company's Press by P.P. Thoms ; published and sold by Black, Parbury, and Allen, Booksellers to the Honorable East India Company, London.
- Part III - Robert Morrison (1822). A Dictionary of the Chinese Language, in Three Parts: English and Chinese. Macao, China: Printed at the Honorable East India company's press, by P.P. Thoms.
- Robert Morrison (1825). Chinese miscellany; consisting of original extracts from Chinese authors, in the native character. London: S. McDowall for the London Missionary Society.
- Morrison, Robert (1826). A Parting Memorial, consisting of Miscellaneous Discources. London: W Simpkin & R. Marshall.
- Robert Morrison (1828). Vocabulary of the Canton Dialect: Chinese words and phrases. Volume 3 of Vocabulary of the Canton Dialect. Macao, China: Printed at the Honorable East India company's press, by G.J. Steyn, and brother.